# Otto Goldfuss
Otto Gottfried Goldfuss (ur. 6 maja 1831 w Poppelsdorf koło Bonn, zm. 6 grudnia 1905 w Halle) – niemiecki zoolog: malakolog i konchiolog.

## Życiorys
Był synem zoologa i paleontologa Georga Augusta Goldfussa i pochodzącej ze znanej norymberskiej rodziny patrycjuszowskiej Eleonory Oelhafen von Schöllenbach. W 1847 roku rozpoczął naukę w gimnazjum Elberfeld. Z uwagi na wczesną śmierć ojca (1848) i brak środków musiał porzucić marzenia o studiach przyrodniczych i podjął naukę w Instytucie Rolnictwa w Poppelsdorf. Praktyki rolnicze odbywał w Johannettental koło Minden w Westfalii i w Budziszynie, a następnie w majątku księcia von Braunschweig koło Dobrodzienia. W latach 1858–1876 dzierżawił majątek Nowe Karmonki koło Olesna. Tu w roku 1858 ożenił się z pochodzącą z Opola Bianką Kühn, z którą miał siedmioro dzieci. Od 1876 przez dwa lata mieszkał jeszcze w Kluczborku, by w końcu porzucić rolnictwo dla swojej pasji zoologicznej. Przez dwa lata pracował w Instytucie Historii Naturalnej Linnaea we Frankfurcie nad Menem, po czym w roku 1880 przeniósł się do Halle, gdzie znalazł zatrudnienie w Instytucie Pomocy Naukowych Wilhelma Schlütera. Z powodu złego stanu zdrowia już w 1892 musiał zrezygnować z pracy zawodowej. Zmarł na skutek postępujących powikłań związanych z zapaleniem żył. Pochowany został na cmentarzu Neumarktfriedhof w Halle.

## Działalność naukowa
Malakologią zainteresował się już w dzieciństwie, pod kierunkiem ojca. Pierwszą publikację z wykazem 14 taksonów mięczaków występujących w okolicach Bonn opublikował w wieku 13 lat. Jego wykaz mięczaków z okolic Bonn w 1851 roku obejmował już 102 gatunki, a wykaz mięczaków z Nadrenii i Westfalii w 1856 obejmował 138 gatunków. Pierwsza „dorosła” publikacja O. Goldfussa pochodziła z 1881 roku. Przebywając w latach 1856–1878 na Śląsku w rejonie Dobrodzienia i Olesna poznał występujące tam mięczaki wodne i lądowe. Zbadał również malakofaunę okolic Brzegu, Gryfowa, Niwnic, Turawy i Wlenia. Opisał je później w trzech artykułach (1883, 1895 i 1904 r.). W 1900 w lipskim wydawnictwie W. Engelmanna wydał swoją największą pracę, poświęconą malakofaunie środkowych Niemiec.

## Główne publikacje
- Beitrag zur Mollusken-Fauna Ober-Schlesiens, w: „Nachrichtsblatt der Deutschen Malakozoologischen Gesellschaft”, t. 15, 1883, s. 33–44;
- Die Molluskenfauna der Umgegend von Lähn in Schlesien, w: „Nachrichtsblatt der Deutschen Malakozoologischen Gesellschaft”, t. 27, 1895, s. 89–98;
- Die Binnenmollusken Mittel-Deutschlands mit besonderer Berücksichtigung der Thüringer Lande, der Provinz Sachsen, des harzes, Braunschweigs und der angrenzenden Landesteile, Leipzig 1900, 320 s.;
- Beiträge zur Mollusken-Fauna Schlesiens, w: „Nachrichtsblatt der Deutschen Malakozoologischen Gesellschaft”, t. 36, 1904, s. 61–73;
- Nachtrag zur Binnenmollusken-Fauna Mittel-Deutschlands, w: „Zeitschrift für Naturwissenschaften”, t. 77, 1904, s. 231–310.